# Microchoneiulus gracilis
Microchoneiulus gracilis är en mångfotingart som beskrevs av Broelemann 1921. Microchoneiulus gracilis ingår i släktet Microchoneiulus och familjen pärlbandsfotingar. Inga underarter finns listade i Catalogue of Life.